# Pizotifen
Der Arzneistoff Pizotifen wurde früher zur Intervallbehandlung der Migräne und zur Migräneprophylaxe eingesetzt. Er kam auch gegen Appetitmangel zur Anwendung. Verwendet wird das Malat.
Pizotifen wurde 1966 von Sandoz patentiert und war unter den Handelsnamen Mosegor® und Sandomigran® auf dem Markt.

## Pharmakologische Eigenschaften
Der Arzneistoff ist ein Antagonist an Serotoninrezeptoren und besitzt auch eine antihistaminische Wirkung.